# برج القديسة أغاثا
برج القديسة أغاثا (بالمالطية: Torri ta' Sant'Agata)‏، المعروف أيضًا باسم البرج الأحمر (بالمالطية: Torri l-Aħmar)‏، أو برج مليحة (بالمالطية: Torri tal-Mellieħa)‏ أو حصن القديسة أغاثا (بالمالطية: Forti Sant'Agata)‏، هو برج مراقبة كبير في مليحة، مالطا. تم بناؤه بين عامي 1647 و 1649، كسادس أبراج لاسكاريس. يختلف تصميم البرج تمامًا عن باقي أبراج لاسكاريس، ولكنه مشابه لأبراج ويجناكورت السابقة. يعتبر برج القديسة أغاثا آخر برج مراقبة كبير تم بناؤه في مالطا.

## التاريخ والعمارة

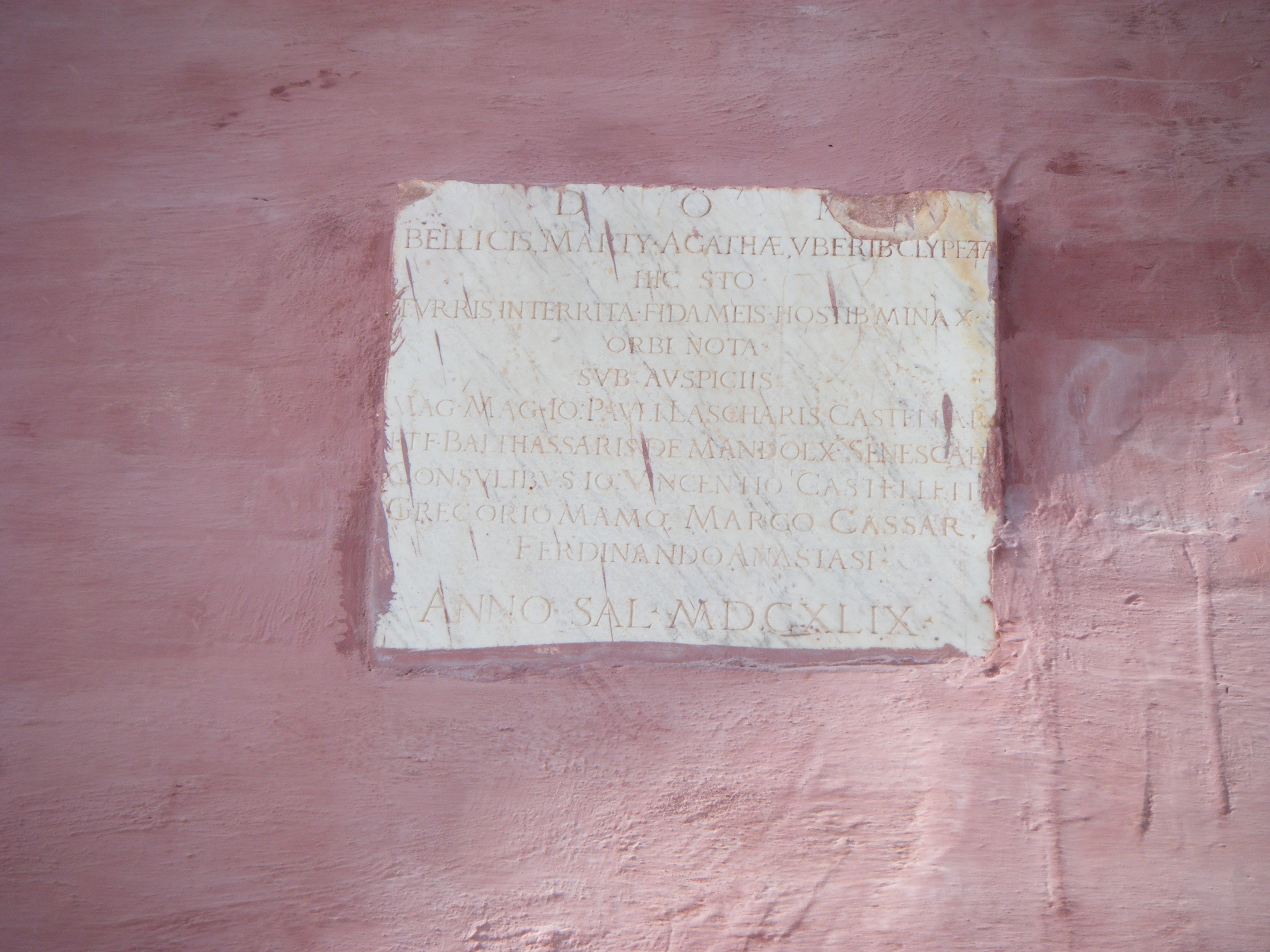
نقش على البرج بتاريخ 1649

تم بناء برج القديسة أغاثا بين نوفمبر 1647 و أبريل 1649 بناءاً على تصميم المهندس المعماري أنطونيو غارسين. يتكون الهيكل من برج مربع يعلوه أربعة أبراج موزعة على كل زاوية. المدافع في الأبراج العلوية بالإضافة للمدافع الكبيرة أمام البرج الرئيسي أعطت مجالات تغطية كاملة لجميع الجدران والبوابة الرئيسية. يبلغ سمك الجدران الخارجية حوالي أربعة أمتار عند القاعدة ويحيط الجزء الداخلي من البرج سقف معقود بشكل أسطواني. تكسو الأبراج العلوية تماثيل ذيل السمكة. و كانت هناك أيضا كنيسة داخل البرج. 
يقع البرج في موقع قيادي على قمة تلة مارفا في الطرف الشمالي الغربي من مالطا، ويطل على الميناء الطبيعي وموقع هبوط محتمل للعدو في خليج مليحة، مع إطلالات واضحة على جزيرتي كومينو وجوزو القريبتين. كان البرج يمثل المعقل الرئيسي للفرسان في غرب مالطا، وكان يديره حامية من 30 رجلاً، مع ذخيرة وإمدادات لتحمل حصار 40 يومًا. كان البرج يحتوي أيضاً على ذخيرة التحصينات الأخرى المتواجدة في شمال مالطا. 
كغيره من المباني الدفاعية العديدة التي بناها فرسان القديس يوحنا، تم تعزيز برج القديسة أغاثا في أوائل القرن الثامن عشر. كما تم بناء جدار من الأنقاض حول جوانب البرج لتعطي قوة دفاعية أكبر. ونتيجة لذلك، استخدم البرج أيضًا كطابية، على غرار تلك الموجودة في مدينة زابار المالطية خلال الحصار الفرنسي لمالطا. 
استمر البرج في أداء وظيفة عسكرية طوال الفترة البريطانية، وكان مأهولاٌ بالجنود خلال الحربين العالميتين. بعد ذلك استخدمته القوات المسلحة المالطية كمحطة رادار.

## الوضع الحالي

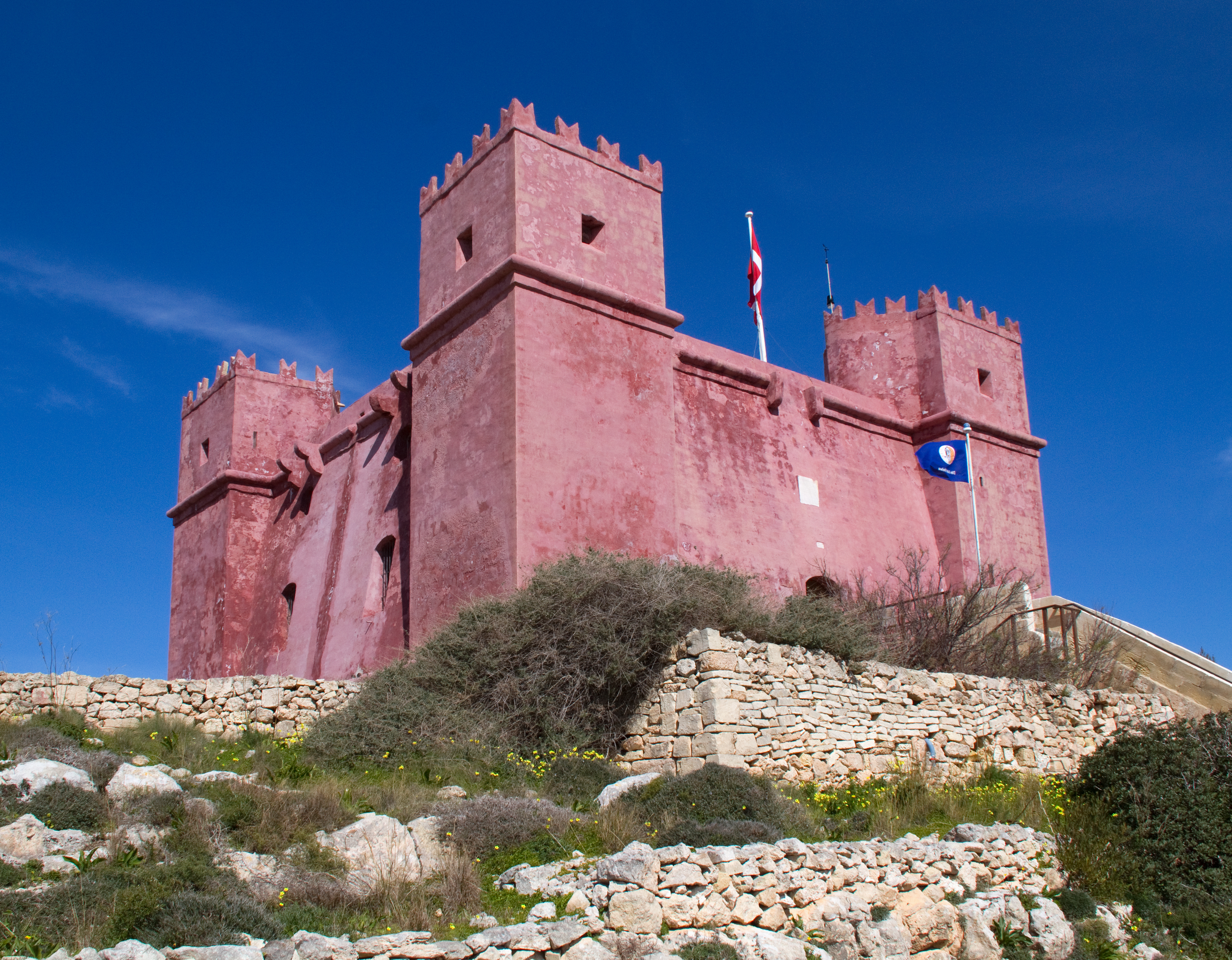
الزاوية الجنوبية الغربية من البرج، مع ترسيخ جدار الأنقاض في المقدمة

بحلول نهاية القرن العشرين، كان برج القديسة أغاثا في حالة سيئة، حيث كان واحدا من الأبراج العلوية مفقودًا تمامًا وآخر كان تالفاً بشدة. تم ترميم البرج تدريجيًا بدءًا من عام 1999 واكتمل في عام 2001، عن طريق الصندوق الوطني لمالطا و برعاية كبيرة من قطاع الصناعة.  كجزء من أعمال الترميم، تم استبدال الأبراج التالفة، وتم إعادة بناء الجدران والسقف، واستبدال الحجر المتآكل، وتم كشط الجدران الداخلية وطليها، وتم الكشف عن الأرضية الأصلية، وتم إعادة بناء الدرج الداخلي الذي يصل إلى السقف. البرج لا يزال تحت رعاية الصندوق الوطني لمالطا، وهو مفتوح للجمهور. 
في عام 2015، حصل البرج على شهادة التميز من موقع تريب أدفيسور. 